# Dawda Ngum
Dawda Ngum (* 2. September 1990 in Banjul) ist ein gambischer Fußballspieler, der als Mittelfeldspieler für den schwedischen Verein Ariana FC und die gambische Fußballnationalmannschaft spielt.

## Karriere
Ngum wurde in Banjul geboren und spielte für BK Olympic, Trelleborg, Höllviken und Rosengård. Er unterschrieb im Juli 2018 bei Brønshøj und im Juli 2019 bei Roskilde. Am 10. Januar 2020 wurde bestätigt, dass Ngum Roskilde verlassen hatte. Am 26. Februar 2020 kehrte er nach Brønshøj zurück. Im Jahr 2022 unterschrieb er beim schwedischen Verein Ariana FC.
Er gab 2015 sein Länderspieldebüt für Gambia.